# Ludwigsfelde
Ludwigsfelde è una città di 29 441 abitanti del Brandeburgo, in Germania.
È il centro maggiore, ma non il capoluogo, del circondario del Teltow-Fläming e costituisce un centro di livello intermedio della regione metropolitana Berlino/Brandeburgo.

## Geografia fisica
La cittadina è sita non lontano dalla periferia meridionale di Berlino, a metà strada fra Potsdam e l'aeroporto di Berlino-Brandeburgo.

## Società

### Evoluzione demografica
- Sviluppo della popolazione dal 1875 entro gli attuali confini (Linea Blu: Popolazione; Linea puntata: Confronto dello sviluppo della popolazione dello stato del Brandenburgo; Sfondo grigio: Ai tempi del governo nazista; Sfondo rosso: Al tempo del governo comunista)
- Sviluppo recente della popolazione (Linea blu) e previsioni

| Anno | Abitanti |
| ---- | -------- |
| 1875 | 2 979    |
| 1890 | 3 188    |
| 1910 | 3 548    |
| 1925 | 3 856    |
| 1939 | 7 110    |
| 1950 | 10 221   |
| 1964 | 15 440   |

| Anno | Abitanti |
| ---- | -------- |
| 1971 | 19 912   |
| 1981 | 23 380   |
| 1985 | 24 830   |
| 1990 | 24 817   |
| 1995 | 23 590   |
| 2000 | 24 183   |
| 2005 | 24 273   |

| Anno | Abitanti |
| ---- | -------- |
| 2010 | 24 044   |
| 2015 | 25 030   |
| 2016 | 25 245   |
| 2017 | 25 665   |
| 2018 | 26 112   |
| 2019 | 26 800   |
| 2020 | 26 936   |

Fonti dei dati sono nel dettaglio nelle Wikimedia Commons..

## Geografia antropica

### Suddivisioni amministrative
- Ludwigsfelde (area urbana), con la località:
  -  Struveshof
- Ahrensdorf
- Genshagen
- Gröben
- Groß Schulzendorf
- Jütchendorf
- Kerzendorf
- Löwenbruch
- Mietgendorf
- Schiaß
- Siethen
- Wietstock[senza fonte]

## Amministrazione

### Gemellaggi
Ludwigsfelde è gemellata con:
- Gaggenau
- Rheinfelden (Baden)
- Paderborn
- Zdzieszowice